# Tomasz Linka
Tomasz Linka (ur. 29 maja 1973 w Wolsztynie) – polski lekkoatleta, sprinter i skoczek w dal.

## Kariera sportowa
Brązowy medalista mistrzostw Polski seniorów w sztafecie 4 × 100 metrów w barwach AZS-AWF Wrocław (Piła, 1996). Srebrny medalista halowych mistrzostw Polski seniorów w skoku w dal (Spała, 1998). W 2001 został międzynarodowym wicemistrzem Izraela w sztafecie 4 × 100 m.
Jest nauczycielem wychowania fizycznego w Zespole Szkół Ogólnokształcących we Włoszakowicach.

### Rekordy życiowe
Na stadionie:
- skok w dal – 7,82 m (20 czerwca 1997, Bydgoszcz)[5]
- bieg na 100 m – 10,39 s (13 czerwca 1998, Sopot)[5]

W hali:
- skok w dal – 7,68 m (14 lutego 1998, Spała)[5]
- bieg na 60 m – 6,77 s (21 lutego 1999, Spała)[5]